# Ligne d'Annaba à Sidi Amar
La ligne de Annaba à Sidi Amar est l'une des lignes du réseau ferroviaire algérien. Elle relie les villes d'Annaba et de Sidi Amar dans le nord-est de l'Algérie.
Cette courte ligne dessert la banlieue Sud de Annaba notamment le pôle universitaire Sidi Amar de l'université Badji Mokhtar d'Annaba.

## La ligne

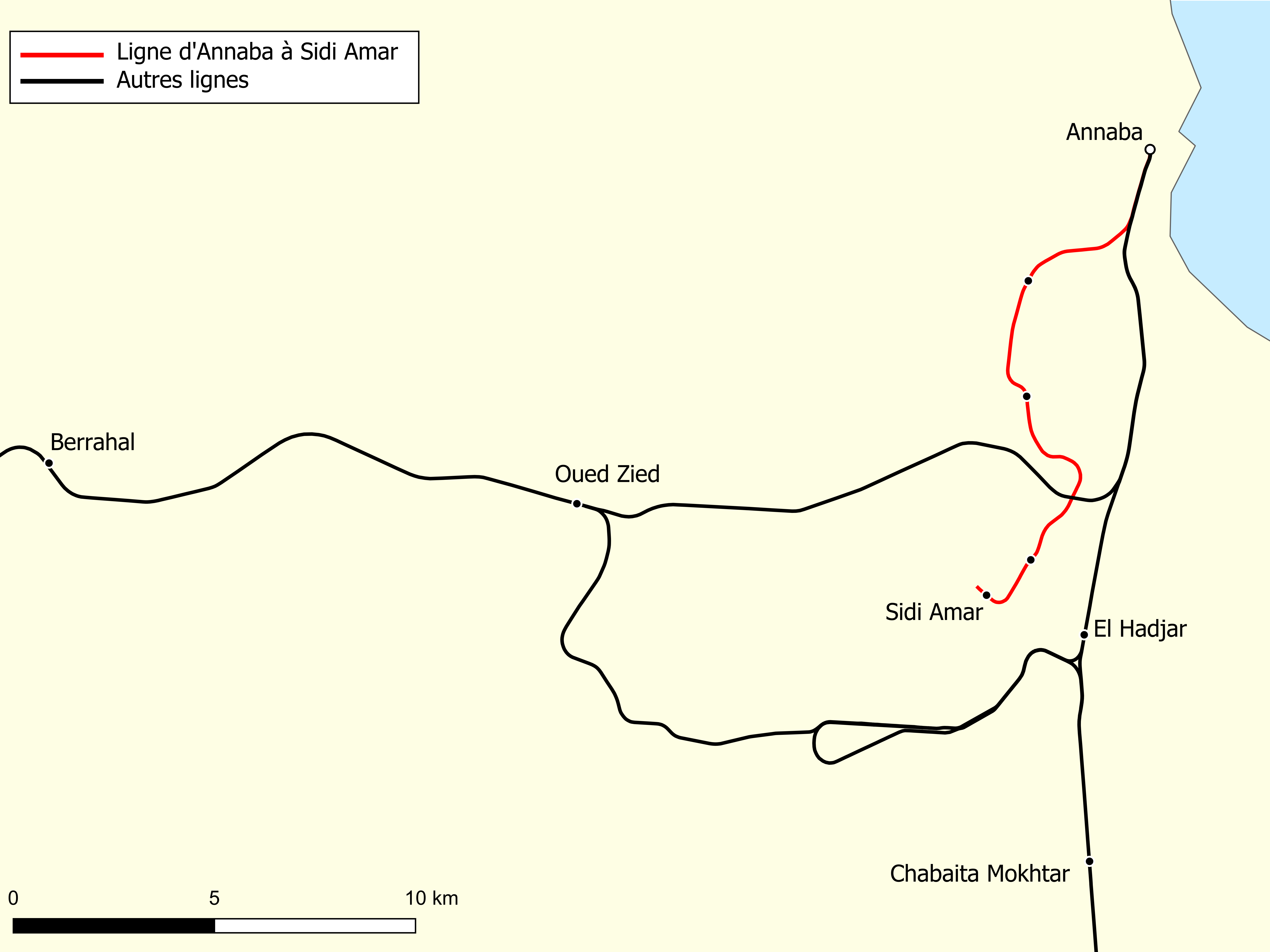
Localisation de la ligne d'Annaba à Sidi Amar dans la wilaya d'Annaba.

### Caractéristiques
D'une quinzaine de kilomètres de longueur environ, la ligne est une voie unique à écartement standard.

### Tracé et profil
La ligne a pour origine la gare d'Annaba. À la sortie sud de la gare, elle longe la ligne d'Annaba à Djebel Onk sur environ 1,5 km. Elle s'oriente ensuite vers le sud-ouest, en contournant la ville d'El Bouni par l'ouest, franchit ensuite la ligne de Ramdane Djamel à Annaba par un pont-rail et se dirige vers le sud en direction du pôle universitaire de Sidi Amar où elle a son terminus.

## Service ferroviaire
La ligne est  utilisée par les trains de la banlieue de Annaba en desservant la banlieue Sud de Annaba à raison de six allers-retours journaliers en 2022,,.

## Gares de la ligne
La ligne dessert cinq gares :
- la gare de Annaba  (Annaba) ;
- la gare de Boukhadra  (El Bouni)
- la gare de Sidi Achour  (El Bouni) ;
- la gare de Chaiba (Sidi Amar) ;
- la gare de Sidi Amar (Annaba)  (Sidi Amar).